# 邪降女帝
《邪降女帝》是一部于2025年上映的泰国恐怖惊悚电影。

## 剧情
潘娜的出生日期恰好与村庄里举行的释放黑魔法的古老仪式是同一天，使得她从一出生就被迷信的村民视为不祥之兆，遭受了长期的排斥和孤立。在村民的眼中，潘娜是带来厄运的象征，与她过于亲近的人都常常会遭受神秘黑魔法的侵害。随着潘娜逐渐长大，她开始意识到自己与一股强大的邪恶力量之间存在着深刻的联系……
长期的欺凌和排斥最终促使潘娜下定决心，要以激烈的手段反击那些曾经伤害过她的人，她的内心燃起了复仇的火焰。在寻求真相的过程中，潘娜偶然发现了一个令人震惊的秘密：某个强大的诅咒在她出生时就被施加在了她的身上，注定了她将一生遭受超自然的折磨。潘娜必须努力揭开这个黑暗诅咒背后的真相，面对随之而来的种种恐怖事件……

## 演员
- 丘普朗·阿瑞昆 饰演 潘娜（Panor）
- 杰克林·坤万齐提柴 饰演 Piak
- 查莉塔·苏安珊 饰演 Nual
- 拉塔娃·蒂婉通 饰演 Jib
- 比吉卡·吉塔弗塔 饰演 Masri
- 纳塔瓦·萨那萨瓦帕萨特 饰演 Pong

## 製作
《邪降女帝》由泰国导演普提彭·賽斯瑞考执导，与Nattapot Potchumnean和Nattamol Paethanom共同编剧。本作與系列前三部都是由五星制作有限公司（Five Stars Production）製作。

## 發行
《邪降女帝》于2024年4月25日五星制片公司前举行首映礼。2025年1月16日在泰国正式上映。台湾于2025年3月7日上映。

## 票房
《邪降女帝》在泰国上映后取得了显著的商业成功。電影在2025年1月19日当周登顶泰国票房榜首，收入高达1199万泰铢。此后，影片又连续兩周保持在票房榜的前列。截至2025年3月2日，电影在泰国的总票房收入达到了3410万泰铢。